# Église Saint-Martial de Contigny
Pour les articles homonymes, voir église Saint-Martial.
L'église Saint-Martial est une église située à Contigny, en France.

## Localisation
L'église est située sur la commune de Contigny, dans le département français de l'Allier, au cœur du village.

## Historique
L'édifice est inscrit au titre des monuments historiques en 1927.

## Description
L'église, de style roman, date, pour les parties les plus anciennes, du XIe siècle. Des fenêtres ont été percées à l'époque gothique à l'extrémité des croisillons du transept.
- Peinture murale du XVe siècle représentant une dame et un chevalier en prière.
- Peintures du XVIIIe siècle : présentations de la Vierge et de Jésus au temple, déposition de croix.